# ديسغايا
ديسغايا ((باليابانية: 魔界戦記 ディスガイア، بالروماجي:  Makai Senki Disgaea))
(بالإنجليزية: Makai Senki Disgaea)‏
هو مسلسل أنمي ياباني تلفزيوني تم أقتباسه من لعبة فيديو أسمهاDisgaea: Hour of Darkness ، تعتمد قصة الأنمي على القصة العامة للعبة ولكن مع العديد من التعديلات على أدوار الشخصيات والتسلسل الزمني للأحداث ، أنتج الأنمي من قَبل استوديو أو إل إم من تأليف آتسشرو توميوكا عرض الأنمي في 4 أبريل عام 2006 وأنتهى عرضه في 20 يونيو عام 2006 وتكون من 12 حلقة، والمانغا الخاصة بالأنمي صدرت في عام 2003 من تأليف تاكييتو هارادا ، أراشي شيندو .

## القصة
ثلاث اجناس يعيشون في ثلاث مانطق مختلفه البشر والملائكة والشياطين يعيش الشياطين في العالم السفلي، والملائكة والبشر يتعاونون للتخلص من هذا العالم وبعد مرور سنتين يموت ملك الأوفرلورد وعندها لا يوجد حاكم للعالم وعندها يحاول جميع الوحوش ان يصبحو الحاكم للمملكة وبعد موت الملك يستيقظ ابن الملك لاهارل دون أن يعلم بالموت والده ولكن عندما علم أن والده مات لم يعطي أي اهتمام لموته وهو يريد أن يصبح الأوفرلورد.

## الشخصيات
- الأمير لاهارل

كان نائم لمدة سنتين وبعد موت الملك يستيقظ دون أن يعلم بالموت والده ولكن عندما علم أن والده مات لم يعطي أي اهتمام لموته وهو يريد أن يصبح الأوفرلورد، نقطة ضعفه هي الحب والشفقة.
- إتنا

تنضم مع لاهارل في البداية وكانت تريد ان تخونه دون أن يعلم.
- فلون

ملاك متدربه ارسلت للقضاء على الملك ولكنها تكتشف فيما بعد أنه قد مات وعندها التقت بالأمير لاهارل.
- فيرس

منافس لاهارل وهو يظهر في أغلب الحلقات وفي أغلب الحلقات لا ينادى باسمه وباقي الشخصيات ينا دونه ب Mid Boss.

## وصلات خارجية
Official Japanese Page على موقع واي باك مشين (نسخة محفوظة July 1, 2006)
- ديسغايا على موقع IMDb (الإنجليزية)
- ديسغايا على موقع ميتاكريتيك (الإنجليزية)
- ديسغايا على موقع ليتربوكسد (الإنجليزية)
- ديسغايا على موقع كينوبويسك (الروسية)
- ديسغايا على موقع قاعدة بيانات الفيلم (الإنجليزية)
- ديسغايا على موقع ANN anime (الإنجليزية)